# Mondial du deux roues de Paris
 (novembre 2022).

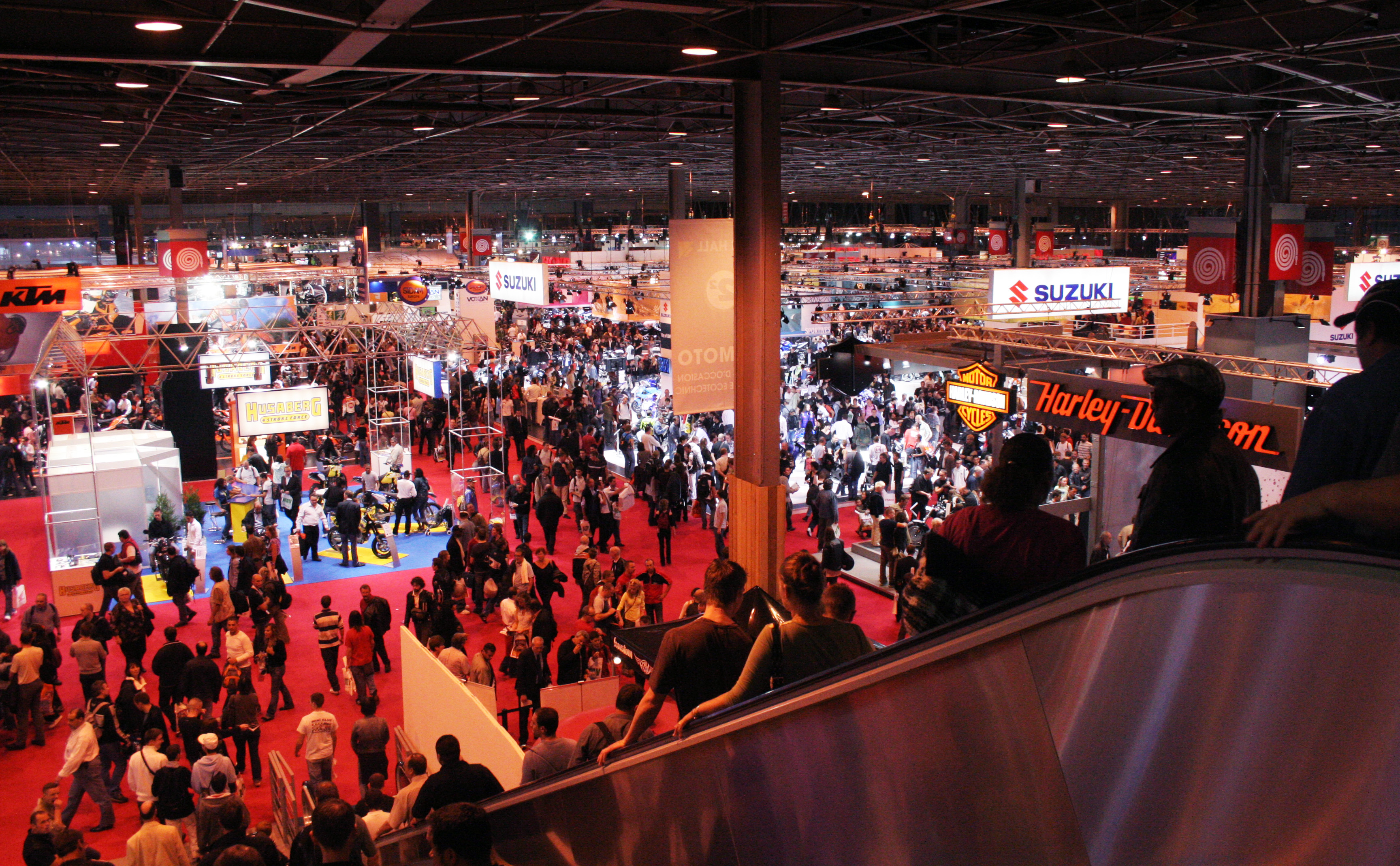
Salon de la Moto, en 2007.

Le Mondial du deux roues, devenu le Salon de la Moto et du Scooter de Paris puis Mondial de la Moto, est un salon international bisannuel qui se déroule en automne à Paris expo Porte de Versailles. Fondé [Quand ?], il est également dédié au quad, au trike, aux équipements et aux services. Des animations, expositions thématiques, initiations, spectacles et dédicaces de pilotes sont proposés.
Il fait partie des premiers salons grand public en France (avec ceux de l’automobile, de l'aéronautique et spatial, et de l’agriculture). Ce salon parisien est concurrent du Salon de Milan (EICMA) et de l’Intermot.

## Historique
En 2020 le Mondial de la Moto de Paris est annulé en raison de la crise sanitaire du Covid-19

## Enjeux

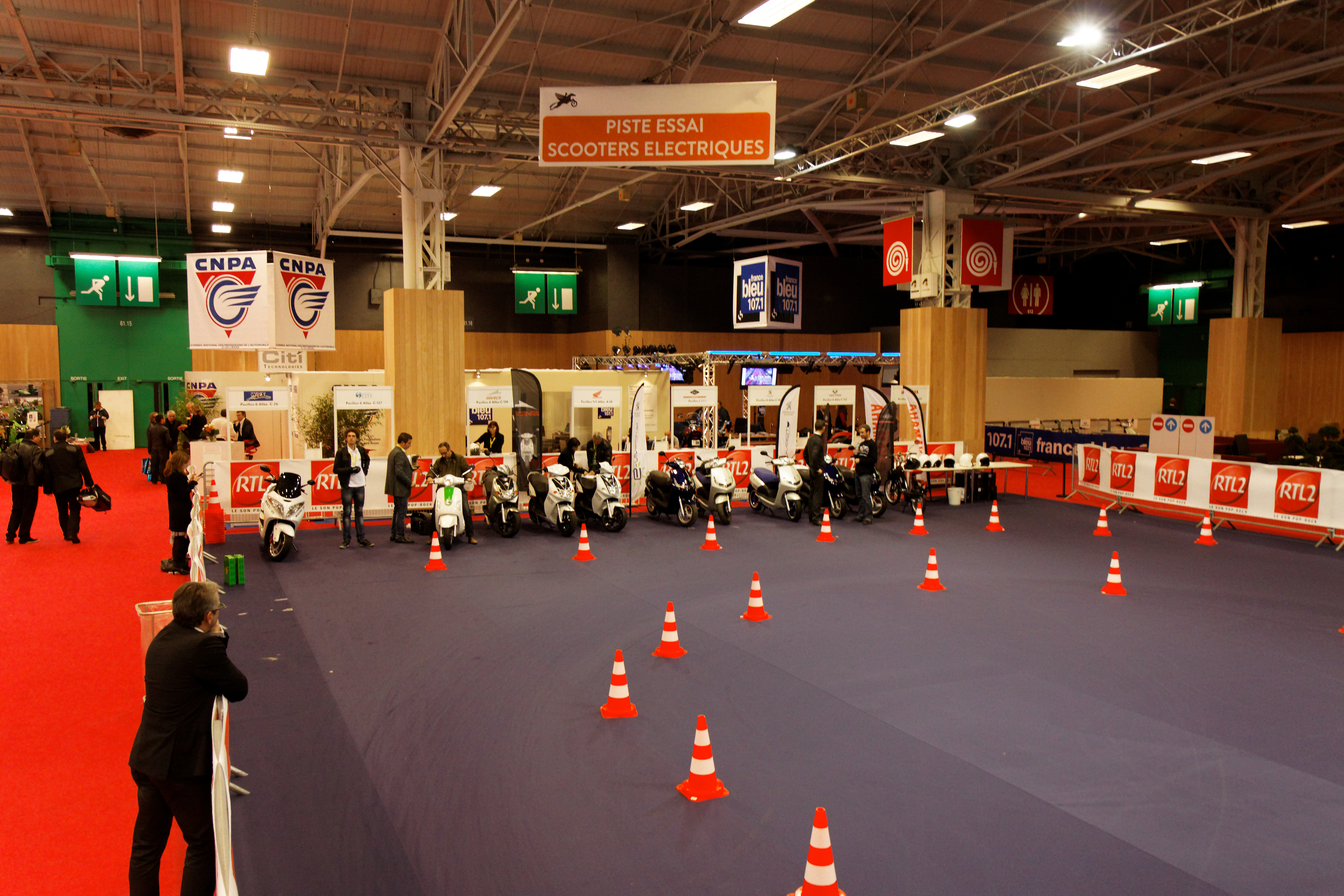
Piste d’essai de scooters électriques au Salon 2011.

Pour les constructeurs, un tel salon est avant tout une vitrine de leur savoir-faire. Plus qu'une rencontre commerciale avec le grand public, le salon est devenu l'occasion de présenter au monde entier les nouveaux modèles (il n'est pas rare que la sortie d'un véhicule soit retardée pour cette occasion) mais aussi les technologies développées, et tout ce qui fait l'image de chaque marque. Ainsi, le salon dévoile souvent des prototypes, des concepts et des véhicules ayant participé à des compétitions.

## Le salon en chiffres
Au Mondial 2001, plus de 900 marques, représentées par une trentaine de nations, étaient présentes sur 77 000 m2 d’exposition.

Pour le 8e Mondial du deux roues (édition 2007), on comptait :
- 383 487 visiteurs ;
- 2 592 journalistes venus de 48 pays ;
- 80 000 m2 d’exposition.